# Michał Jachimczak
Michał Jachimczak CM (ur. 31 sierpnia 1908 w Słomirogu, zm. 30 stycznia 1941 w KL Dachau) – polski duchowny katolicki, Sługa Boży Kościoła katolickiego.
W 1927 wstąpił do Zgromadzenia Księży Misjonarzy Świętego Wincentego a Paulo. Święcenia kapłańskie przyjął w 1935 i podjął studia polonistyczne na Uniwersytecie Jagiellońskim, godząc naukę z pełnieniem obowiązków kapelana.
Po wybuchu II wojny światowej został aresztowany przez gestapo 15 lipca 1940 i katowany w Montelupich. Następnie 30 sierpnia trafił do niemieckiego obozu koncentracyjnego w Auschwitz-Birkenau, a potem 12 grudnia 1940 do Dachau.

Osłabiony i ciężko chory został zamordowany w obozowym szpitalu.

Jest jednym z 122 Sług Bożych, wobec których 17 września 2003 rozpoczął się proces beatyfikacyjny drugiej grupy męczenników z okresu II wojny światowej.

## Źródła internetowe
- Biografia (wł.)
- Michał Jachimczak - Martyrologium duchowieństwa — Polska